# Lars-Emil Johansen
Lars-Emil Johansen (* 24. September 1946 in Illorsuit) ist ein grönländischer Politiker (Siumut). Er war von 1991 bis 1997 Regierungschef Grönlands.

## Leben

### Familie
Lars-Emil Johansen ist der Sohn der ehemaligen Landesratsmitglieder Kristian Johansen (1915–1958) und Elisabeth Johansen (geb. Henningsen) (1907–1993), sowie der Enkel von Johan Henningsen (1876–1952) und der Bruder von Severin Johansen (1941–2005). Er heiratete am 26. September 1970 die Lehrerin Myrna Helene Bodil Lynge (* 1948), Tochter von Kristian Didrik Vallentin Lynge (1926–?) und Anna Dorthea Petrine Karen Motzfeldt (1927–?). Seine Frau war die Nichte von Hans Lynge (1906–1988), Klaus Lynge (1902–1981) und Cecilie Lund (1917–1999) sowie die Enkelin von Niels Lynge (1880–1965). Mit Myrna hat er einen Sohn Nick. Am 31. Mai 1986 heiratete er in zweiter Ehe die Lehrerin Anne Marie Olsvig (* 1958). Aus seiner dritten Ehe mit der späteren KNR-Direktorin Ivalo Egede (1956–2020) ist er Stiefvater von Masauna Egede, der in mehreren Staatsunternehmen Chefposten innehatte. Zuletzt war er mit der Politikerin Martha Lund Olsen (* 1961) liiert.

### Frühe Jahre
Lars-Emil Johansen wurde in Illorsuit geboren, wo sein Vater Handelsverwalter war und seine Mutter Hebamme. Nach dem frühen Tod seines Vaters zog die Familie 1958 nach Uummannaq. Da beide seine Eltern im Landesrat saßen, war Lars-Emil schon in seiner Kindheit und Jugend politisch geprägt worden. 1970 legte er das Lehrerexamen an Grønlands Seminarium in Nuuk ab. Anschließend begann er als Lehrer in Nuuk zu arbeiten.

### Karriere im Landesrat und im Folketing
Politisiert von der aufkommenden Forderung nach grönländischer Autonomie stellte er sich 1971 für die Wahl zu Grønlands Landsråd auf und wurde trotz seiner erst 24 Jahre gewählt. Im selben Jahr begann er zusammen mit Jonathan Motzfeldt und Moses Olsen die Selbstständigkeitsbewegung Sujumut aufzubauen. Nachdem er bei der Folketingswahl 1971 Erster Stellvertreter von Moses Olsen gewesen war, kandidierte er zwei Jahre später bei der Folketingswahl 1973 selbst und wurde ins Folketing gewählt. 1973 wurde er Mitglied des Hjemmestyreudvalgs und 1975 der Hjemmestyrekommission. Bei der Folketingswahl 1975 wurde er wiedergewählt, ebenso wie 1977. 1977 wurde aus der Sujumut die Partei Siumut und Lars-Emil wurde erst Parteisekretär, dann Vizevorsitzender bzw. von 1979 bis 1980 für kurze Zeit Vorsitzender.

### Karriere im Inatsisartut
1979 wurde schließlich nach bedeutender Mitarbeit von Lars-Emil die Hjemmestyre eingeführt, durch die Grönland autonom wurde. Er kandidierte bei der Parlamentswahl 1979 und wurde ins erste Inatsisartut gewählt, wobei er trotz seiner bereits großen politischen Erfahrung immer noch der zweitjüngste Abgeordnete war. Anschließend wurde er mit 32 Jahren zum Wirtschaftsminister im Kabinett Motzfeldt I ernannt. Bei der Wahl 1983 wurde er wiedergewählt und anschließend zum Minister für Fischerei, Handel und Industrie im Kabinett Motzfeldt II ernannt.
Nach der Wahl 1984 wurde er erneut Minister für Fischerei, Handel und Industrie im Kabinett Motzfeldt III. Im Februar 1986 trat er aus der Regierung zurück. Anlass war seine Ernennung zum Leiter der Sulisartut Højskoliat. Im Mai 1986 gab er aus demselben Grund auch seinen Parlamentssitz zurück.
Nur knapp ein Jahr später ließ er sich vor der Parlamentswahl 1987 als Højskoleleiter beurlauben, um sich auf den Wahlkampf konzentrieren zu können. Lars-Emil Johansen gelang die Wiederwahl. Weil aber die Siumut unter Regierungschef Jonathan Motzfeldt erstmals unter 40 % der Stimmen erhielt und sogar hinter der Atassut nur knapp zweitstärkste Kraft wurde, entstand ein Machtkampf innerhalb der Partei, bei dem gefordert wurde, dass Jonathan Motzfeldt nicht weiter Regierungschef sein sollte und auch als Parteivorsitzender von Lars-Emil Johansen abgelöst werden sollte. Mit Unterstützung der Inuit Ataqatigiit gelang es Jonathan Motzfeldt, Regierungschef zu bleiben, allerdings verlor er im August 1987 überraschend den Parteivorsitz an Lars-Emil Johansen, womit das Amt des Regierungschefs und des Parteivorsitzenden erstmals getrennt war. 1988 gab er das Amt des Leiters der Sulisartut Højskoliat ab.

### Zeit als Regierungschef
Bei der Parlamentswahl am 5. März 1991 erhielt Lars-Emil Johansen 957 im bevölkerungsreicheren Wahlkreis Mittelgrönland und Jonathan Motzfeldt 916 im Wahlkreis Südgrönland. Nach der Wahl war völlig unklar, wer das Land fortan regieren sollte. Es entstand erneut ein Machtkampf und es wurde entschieden, dass ein Parteitag am 16. und 17. März 1991 zwischen dem Amtsinhaber und dem Parteivorsitzenden entscheiden sollte. 18 Fraktionsabgeordnete und Parteivorstandsmitglieder durften abstimmen. Hans Pavia Rosing hatte angekündigt, für Jonathan Motzfeldt stimmen zu wollen, aber er war verhindert und seine Stellvertreterin Benedikte Thorsteinsson stimmte für Lars-Emil Johansen, der die Wahl somit mit zehn zu acht Stimmen gewann, andernfalls wäre die Wahl neun zu neun unentschieden ausgegangen. Nach der Wahl gab es Gerüchte, dass Jonathan Motzfeldt sich dennoch im Parlament zum Regierungschef aufstellen lassen und den Parteikrieg somit perfekt machen wollte. Lars-Emil Johansen bildete nach seiner Wahl zum Regierungschef eine Koalition mit der Inuit Ataqatigiit. In seinem Kabinett Johansen I saßen fünf Minister der Siumut und zwei der Inuit Ataqatigiit.
Bei der Parlamentswahl 1995 wurde er wiedergewählt und bildete trotz bisheriger zufriedenstellender Zusammenarbeit mit der Inuit Ataqatigiit nach der Wahl überraschend eine Koalition mit der Atassut. Im Kabinett Johansen II fanden fünf Minister der Siumut und zwei der Atassut Platz. Am 19. September 1997 trat Lars-Emil Johansen als Regierungschef zurück, um Vizekonzernchef von Royal Greenland zu werden. Zugleich gab er auch seinen Parlamentssitz wieder ab. Sein Amtsvorgänger Jonathan Motzfeldt löste ihn wieder als Parteivorsitzender und Regierungschef ab.

### Comeback in der Politik
2001 gab er seinen Chefposten bei Royal Greenland auf und kehrte in die Politik zurück. Er kandidierte bei der Folketingswahl 2001 und wurde erstmals seit 22 Jahren wieder ins Folketing gewählt. Bei der Folketingswahl 2005 wurde er wiedergewählt. Im selben Jahr kandidierte er auch bei der Parlamentswahl 2005 und wurde nach acht Jahren Abwesenheit wieder ins Inatsisartut gewählt. Nachdem die Inuit Ataqatigiit Hans Enoksens Koalition Ende April 2007 verlassen hatte, wurde Lars-Emil Johansen von ihm am 1. Mai zum neuen Finanz- und Außenminister im Kabinett Enoksen V ernannt. Kurze Zeit später kandidierte er bei der Folketingswahl 2007 und wurde wiedergewählt, woraufhin er die Regierung am 30. Mai wieder verlassen musste und durch Aleqa Hammond ersetzt wurde.
Bei der Parlamentswahl 2009 trat er nicht mehr an. Auch bei der Folketingswahl 2011 kandidierte er nicht mehr und kündigte seinen politischen Ruhestand 40 Jahre nach seiner ersten Wahl in den Landesrat an. Dabei schloss er ausdrücklich aus bei der nächsten Parlamentswahl wieder anzutreten.
Nachdem seine Parteikollegen ihn darum gebeten hatten, kandidierte er dennoch bei der Parlamentswahl 2013 und wurde wieder ins Inatsisartut gewählt. Nach der Wahl wurde er zum Parlamentspräsidenten gewählt. Bei der Parlamentswahl 2014 verteidigte er seinen Parlamentssitz und wurde erneut Parlamentsvorsitzender. Am 8. Februar 2017 wurde er zum Vorsitzenden der neuen Verfassungskommission auserkoren, was wegen seines Amts als Parlamentsvorsitzender zu Kritik führte, sodass er sich am 8. März 2017 freiwillig zurückzog. Von November 2017 bis Januar 2018 war er wegen einer Herzoperation krankgeschrieben. 2018 beendete er seine politische Karriere endgültig.

### Nach der politischen Karriere
2024 wurde bekannt, dass sowjetischen Dokumenten zufolge der KGB ihn um 1980 unter dem Geheimnamen Manas als Spion einsetzte. Lars-Emil Johansen gab zu, mit dem KGB in Verbindung gestanden zu haben, bestritt aber davon gewusst zu haben, dass der Geheimdienst ihn als Spitzel ansah.
Im Januar 2025 wurden Lars-Emil Johansen und der ehemalige Kommunaldirektor der Kommuneqarfik Sermersooq, Lars Møller-Sørensen, vom Kreisgericht Sermersooq in erster Instanz wegen Betrugs zu sechs Monaten Haft verurteilt, da Lars Møller-Sørensen ihn als Berater eingestellt hatte und ihm über zwei Jahre Lohn in Höhe von 730.000 kr. (knapp 100.000 €) auszahlte, ohne dass es Belege gab, dass Lars-Emil Johansen tatsächlich Arbeit ausführte. Im August 2025 fand das Berufungsverfahren am Landesgericht statt, bei dem beide freigesprochen wurden.

### Aufsichtsratsmitgliedschaften
Lars-Emil Johansen war während seiner Karriere Mitglied in zahlreichen Aufsichtsräten. Von 1971 bis 1975 war er Aufsichtsratsvorsitzender der Atuagagdliutit. Von 1973 bis 1975 war er Aufsichtsratsmitglied bei Grønlandsfly. Von 1986 bis 1991 war er Aufsichtsratsvorsitzender bei Grønlandsfly und zudem Aufsichtsratsmitglied der Erwerbsstiftung der Grønlandsbanken. Von 1988 bis 1991 war er Aufsichtsratsvorsitzender bei Royal Greenland. Von 1997 bis 2001 war er Aufsichtsratsmitglied bei Mercuri Urval Greenland und von 2000 bis 2004 bei Sulisa, davon ab 2002 als Vorsitzender. Von 1998 bis 2007 war er außerdem Aufsichtsratsvorsitzender bei Ice Trawl Greenland und von 1999 bis 2013 (mit kurzer Unterbrechung 2007) von Upernavik Seafood. Von 1999 bis 2002 war er zudem Vorsitzender des Alkohol- und Narkotikarats und von 2001 bis 2006 von Den Grønlandske Havfiskeri og Eksport Sammenslutning (APK). Von 2009 bis 2011 war er Vorsitzender von Greenland Mining & Energy.

### Auszeichnungen
Lars-Emil Johansen erhielt am 21. Juni 1989 den Nersornaat in Silber und am 26. September 1991 den in Gold. Er ist Kommandeur des Dannebrogordens, Träger der Dronning Ingrids Medalje mit Krone und Kommandeur des norwegischen Verdienstordens. Außerdem trägt er eine russische Medaille für Fischindustriearbeiter.